# نوى (قرية مصرية)
نوى إحدى قرى مركز شبين القناطر التابع لمحافظة القليوبية بجمهورية مصر العربية.

## التاريخ
قرية نوى من القرى القديمة، واسمها الأصلي وقت الفتح الإسلامي لمصر «ناوي»، وقد وردت باسم نوى في أعمال الشرقية ضمن قرى الروك الصلاحي التي أحصاها ابن مماتي في كتاب قوانين الدواوين، كما وردت باسم نوى من أعمال القليوبية ضمن قرى الروك الناصري التي أحصاها ابن الجيعان في كتاب «التحفة السنية بأسماء البلاد المصرية». وفي العصر العثماني كان اسمها في تربيع سنة 933هـ/1527م الذي أجراه الوالي العثماني سليمان باشا الخادم في عصر السلطان العثماني سليمان القانوني نوى ضمن قرى ولاية القليوبية، وفي تاريخ 1228هـ/1813م الذي عدّ قرى مصر بعد المسح الذي قام به محمد علي باشا باسم نوى ضمن قرى مديرية القليوبية.

## السكان
بلغ عدد سكان نوى 26,921 نسمة، حسب الإحصاء الرسمي لعام 2006.